# Giovanni Taulero

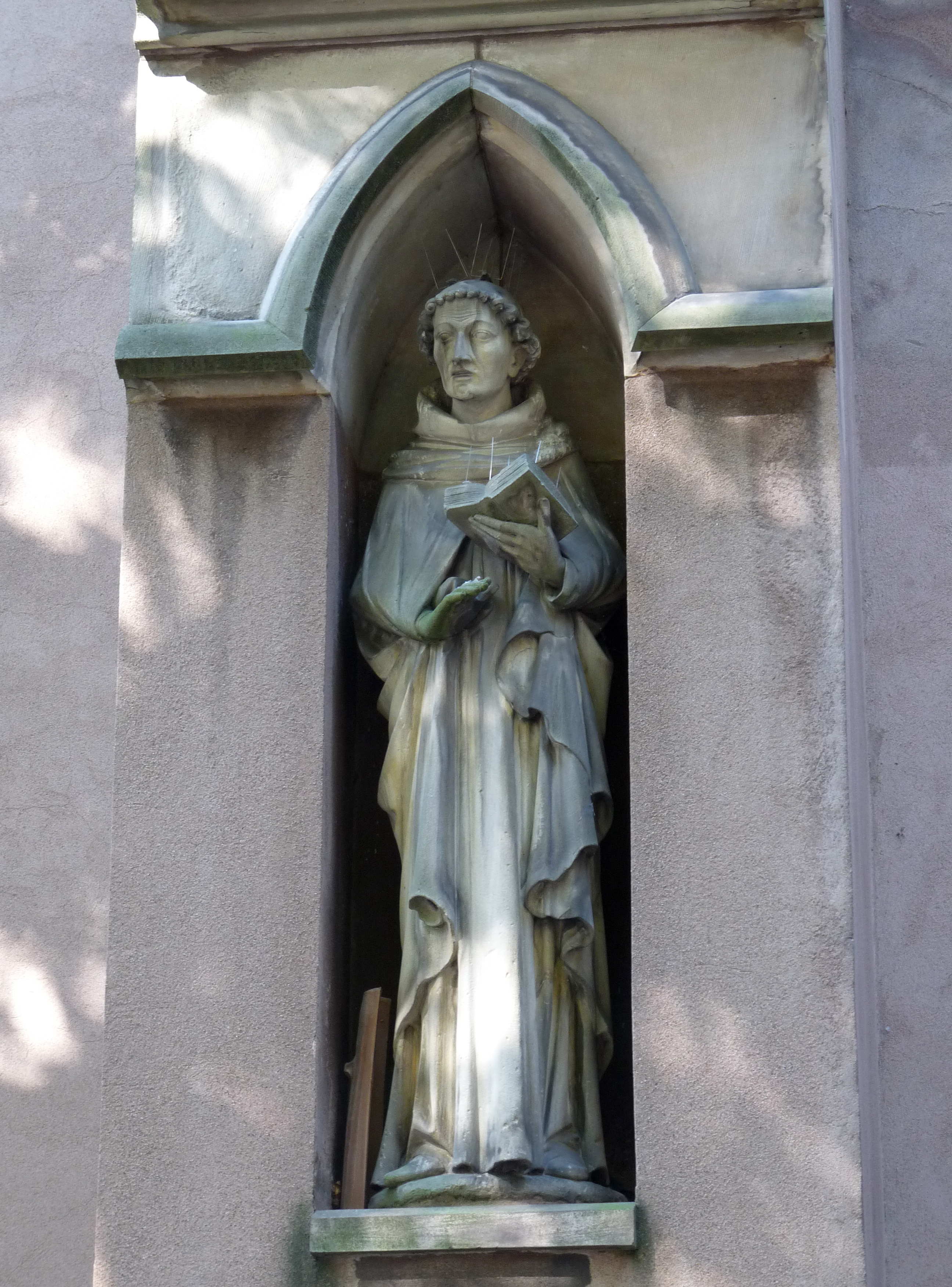
Statua sulla Chiesa protestante di Saint-Pierre-le-Jeune di Strasburgo (Francia).

Giovanni Taulero, in tedesco Johannes Tauler, latinizzato Taulerus (Strasburgo, 1300 circa – Strasburgo, 15 giugno 1361), è stato un mistico, teologo e religioso tedesco.

## Biografia
Proveniva da una famiglia benestante del patriziato di Strasburgo il padre Nicola era stato "Ratsherr" (Consigliere) della città. Entrò nei Domenicani intorno al 1318. Studiò anche a Colonia, dove avrebbe ascoltato maestro Eckhart (che egli chiama amabile e grande) del quale divenne discepolo.
Ebbe il compito di predicare e fare da maestro spirituale in vari monasteri femminili domenicani, tra i quali quelli di Strasburgo, Spira, Worms, Magonza, Coblenza, Bonn, Colonia, e Medingen. Lo scontro fra il papa Giovanni XXII (1316-1334) e l'imperatore Ludovico il Bavaro, che portò all'interdetto sulla città di Strasburgo, costrinse Taulero, come quasi tutti i domenicani che avevano obbedito al papa, ad abbandonare la città nel 1338 e a trasferirsi a Basilea, dove si legò a Enrico di Nördlingen, Margherita e Cristina Ebner, formando e unendosi al movimento degli Amici di Dio.
La mistica di Taulero è fondata sul pensiero di Eckhart, ma ha un carattere più pratico ed etico, e meno speculativo. Egli postula una totale sottomissione alla volontà di Dio in tutte le dimensioni della propria esistenza. Per raggiungere un tale stato di disponibilità l'uomo deve offrirsi a Dio in pura passività, rinunziando alle facoltà personali. «Solo un uomo semplice, che si è abbandonato a Dio ed è umile, sperimenta e sente questa unione con Dio nel suo fondo interiore». Questa concezione intimistica che l'uomo deve instaurare con Dio venne infatti fatta propria da Taulero grazie all'influsso agostiniano e neoplatonico che la lettura delle opere dello Pseudo-Dionigi ebbero su di lui. Inoltre, pur riconoscendo l'essenza delle creature come equivalente a quella del Creatore, egli – a differenza di Eckhart –, ritiene che lo Spirito divino non si amalgami con quello degli esseri creati, bensì rimanga intatto, puro, e si ponga sempre a un gradino superiore rispetto a quello delle creature.
Il problema della recezione cattolica di Taulero è complicato da certi sospetti di pre-luteranesimo
«Ego plus in eo reperi theologiae solidae et sincerae quam in universis omnium universitatum scholasticis doctoribus repertum est, aut reperiri possit in suis sententiis» afferma Lutero e aggiunge: «nessuno dei teologi del passato, ad eccezione di Paolo e Agostino, ha parlato così bene come Taulero». All'apprezzamento di Lutero si deve anche l'interruzione della causa di santificazione di Taulero. Fu Lutero, artefice principale della lingua tedesca moderna, a modificare la grafia del cognome da Thauler a Tauler; l'acca è ancora presente nel ramo italiano della famiglia, distaccatosi alla fine del ‘400. Morì nel monastero femminile domenicano di S. Nicola in Undis, nelle braccia della sorella suora domenicana, a Strasburgo, dove fu sepolto nel 1361..

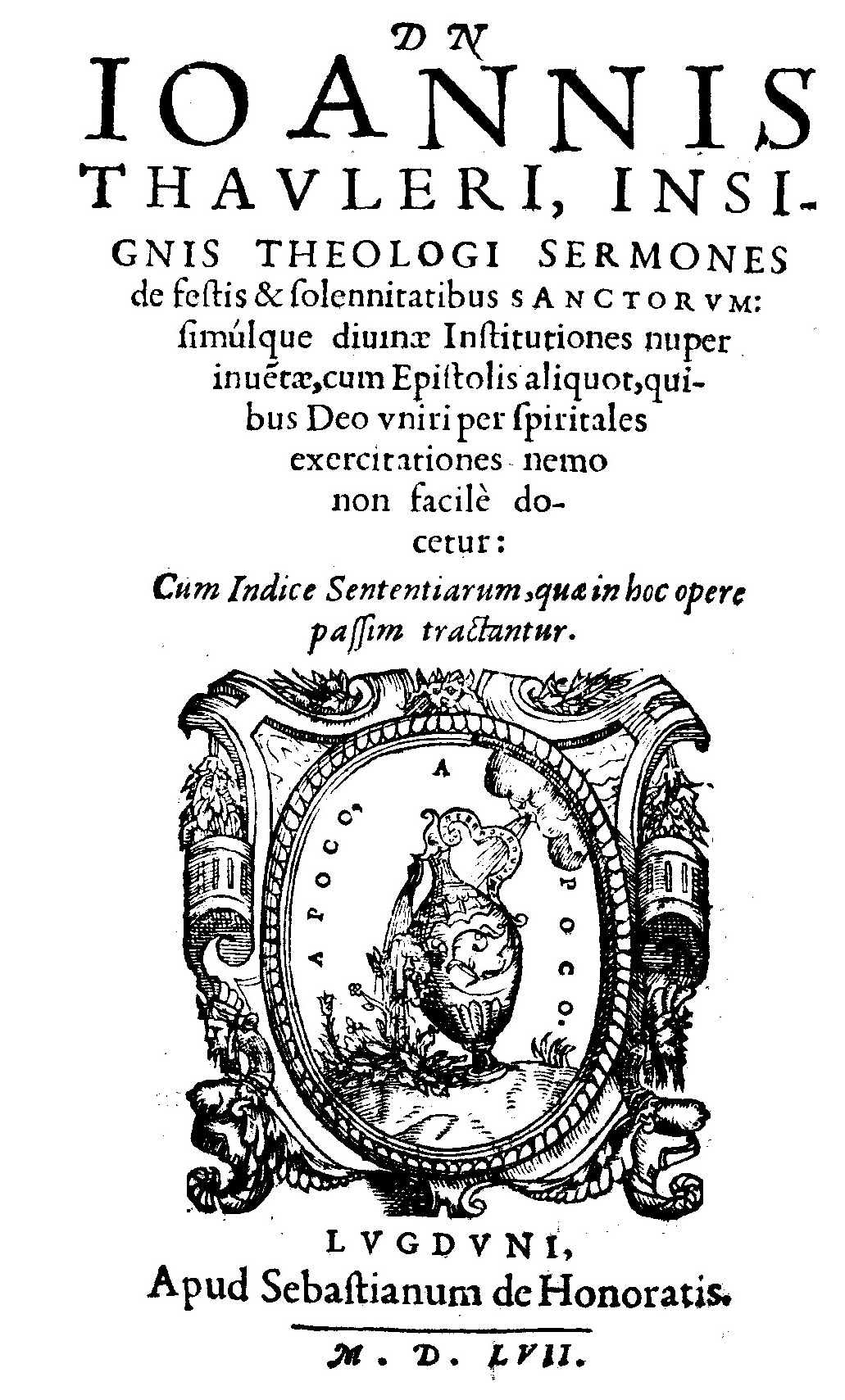
Sermoni di Johannes Tauler

Molte opere a lui attribuite sono dubbie, o non autentiche. Certamente suoi furono i Sermoni, la cui prima edizione apparve a Lipsia nel 1498 ed includeva 84 sermoni; una seconda edizione del 1521 ne includeva altri 42; un'edizione critica del 1910 ne contava in tutto solo 81.
I suoi scritti furono messi all'Indice nel 1578, ma furono ampiamente riabilitati da Santa Teresa d'Avila e San Giovanni della Croce.